# TV Colosso
TV Colosso foi um programa infantil de televisão brasileiro que substituiu o Show do Mallandro na TV Globo. O programa foi exibido entre 19 de abril de 1993 a 3 de janeiro de 1997. Criado e dirigido por Luiz Ferré, Beto Dorneles e Boninho, o programa era protagonizado por bonecos caracterizados como cães, simulando todas as instâncias de uma emissora de TV; do presidente ao office-boy.
Havia a protagonista sheepdog, Priscila; o operador, Borges, um bulldog que era o diretor de imagem e ficava na cabine de controle da programação chamando os desenhos animados que complementavam a programação da TV Colosso. Aos sábados, era exibido um compacto com os melhores momentos da semana. A partir de 4 de junho de 1994, com a estreia de Xuxa Park, TV Colosso deixou de ser exibida aos sábados. Em janeiro de 1995, os horários das manhãs na Globo passaram a ser divididos entre TV Colosso e Xuxa Park.
Como o programa era exibido de manhã e terminava por volta de meio-dia, na hora do almoço, um desses bonecos, vestido como chef, berrava com sotaque francês: Atention, tá na horrra de matarr a fomê, tá na mêss pessoaaaaal e era atropelado pelos outros, em louca disparada, que gritavam em dissonância "Até amanhã! Até amanhã!" terminando o programa.
O programa teve sua última exibição no dia 3 de janeiro de 1997, cedendo o horário aos programas Angel Mix e Caça Talentos, comandados por Angélica, que tiveram sua duração ampliada. 
Começou a ser reexibida no Viva em 7 de outubro de 2024, ocupando a faixa das 9h50 de segunda a sexta, em uma edição especial de 40 episódios selecionados pela equipe do canal, com reprise às 4h45 da madrugada. Os episódios "inéditos" foram exibidos até o dia 29 de novembro e no dia 2 de dezembro passaram a ser reprisados no horário em que eram exibidos até o dia 3 de janeiro de 2025, quando teve o espaço preenchido por reprises do humorístico Toma Lá, Dá Cá. Desde 8 de outubro de 2024 os episódios também estão disponíveis no Globoplay para assinantes do pacote +Canais. 

## Personagens
O humor do programa, às vezes, não era tão infantil, pois havia frequentes referências ao "universo adulto" em meio aos bonecos, brincadeiras e piadas. Segundo o codiretor do programa Mário Meirelles, o programa utilizava uma linguagem cinematográfica e sutilezas criativas das sitcoms norte-americanas, o que facilitou o apelo do programa e dos personagens ao público adulto e adolescente. Havia, por exemplo, o apresentador do jornal Walter Gate, numa referência ao caso Watergate. No jornal havia ainda uma cadelinha do tempo, o diretor da TV chamado JF e o Capachildo Capachão, seu assistente puxa-saco, além das pulgas que ficavam sabotando a programação dentro dos circuitos eletrônicos. Ferré criou a protagonista Priscila, tendo como inspiração suas 3 amigas produtoras: o nome foi retirado de uma delas, o modo de caminhar da outra e os chiliques da última.
Alguns dos programas apresentados pela TV Colosso eram paródias dos programas da Rede Globo e de outras emissoras e foram o noticiário "Jornal Colossal", sátira do Jornal Nacional; o "Clip-cão", paródia do Clip Clip, com o apresentador Thunderdog, um sósia canino do então VJ da MTV Thunderbird; a novela mexicana "Pedigree", "Os Vegetais não Mentem", "A Princesa Pirata" e outras cópias caninas das novelas da TV Globo; o seriado "As Aventuras do Super-Cão", remetendo ao seriado norte-americano As Aventuras do Superman exibido na época pela própria Globo; as "Olimpíadas de Cachorro", versão canina do Globo Esporte e Esporte Espetacular; e os programas do cachorro contador de histórias Jaca Paladium: o "Acredite Se Puder" e "Selvagem Mundo Animal" com os maiores absurdos da história satirizando respectivamente os programas "Acredite se quiser", famoso nos anos 80, "Mundo Animal" e as revistas eletrônicas da própria Globo como Globo Repórter e Fantástico. Até o Você Decide foi vítima de paródias caninas como "Você Escolhe". Para completar, "Priscila Superstar", "Capashow" e "Com a Pulga Atrás da Orelha" remetiam aos programas de auditório e variedades da Globo como Domingão do Faustão, TV Mulher e os programas da Xuxa.

## Produção
A criação do programa esteve a cargo do gaúcho Luiz Ferré e de Beto Dornelles do Grupo Criadores e Criaturas/Cem Modos, com o apoio dos redatores Valério Campos e Toninho Neves que já trabalhavam com o grupo há muito tempo. Também participaram do programa cartunistas Angeli, Laerte, Glauco, Luiz Gê, Fernando Gonsales, Newton Foot, Gilmar Rodrigues, Adão Iturrusgarai, Flávio Luiz etc. Luiz Fernando Veríssimo também tinha feito roteiros para o programa, mas nunca foi oficialmente creditado. Ferré fazia cinema e quadrinhos antes da Globo convidá-lo para criar um substituto para o Xou da Xuxa em 1992, e em troca teve a ideia de um programa estrelado por personagens-bonecos antropomórficos.
Ferré lembrou que a Globo lhe deu liberdade total de criação: "Uma vez aprovado o projeto, tive carta branca." A equipe do programa estudou confeccionar os bonecos no Centro de Tecnologia Aplicada da Rede Globo (Cetap), importar os bonecos e seus fabricantes estrangeiros ou terceirizar o processo de criação para a empresa Inventiva Bonecos e Cenários em Porto Alegre. O projeto do programa acabou sendo desenvolvido na conexão Porto Alegre (para onde a Globo enviou uma unidade técnica), São Paulo (onde Ferré mora e trabalha), Rio de Janeiro (onde o programa era gravado nos estúdios das produtoras Tycoon, Cinédia, Renato Aragão Produções (atual Casablanca Estúdios) e Herbert Richers, uma vez que a Globo ainda não havia inaugurado os Estúdios Globo, que ainda estavam em fase de construção na época) e Los Angeles (onde foi comprada a tecnologia necessária para a confecção de bonecos nas oficinas em Porto Alegre). A Globo utilizou seu próprio departamento de efeitos especiais para manutenção dos bonecos. A equipe de produção contava com nada menos que 50 profissionais, 30 deles sendo manipuladores de fantoches. Ferré ainda lembrou que o grupo que criou o programa e os personagens-bonecos foi procurado por Boninho já que este tinha colaborado com o grupo no programa Clip Clip que foi ao ar nos anos 80. O grupo também já tinha criado os bonecos para o especial Plunct Plact Zum, também da Globo, e para uma versão da ópera O Barbeiro de Sevilha gravada pela TV Manchete.
Os mecanismos que davam expressão facial aos bonecos do programa foram desenvolvidos pela Inventiva, e a tecnologia animatronic foi criada e desenvolvida por Daniel Segal, que visitou os estúdios de cinema de Los Angeles para pesquisar tecnologia e materiais. Os movimentos eram comandados por radiocontrole, dando aos bonecos plena liberdade dos sets. Todos os personagens eram dublados por importantes dubladores brasileiros, como Mário Jorge de Andrade, Mônica Rossi, Márcio Simões, Garcia Júnior, Mauro Ramos e Hamilton Ricardo.
Alguns personagens como Priscilla, JF e Daniel eram manipulados por atores vestindo fantasias (a mesma técnica utilizada nos filmes japoneses do Godzilla). Por serem personagens de 2 metros de altura, as máscaras manipuladas por controle remoto não se encaixavam nas cabeças dos atores. Para isso, esses personagens eram manipulados por atores se revezando para suportar o peso das roupas antropomórficas, dançar e pular. Os movimentos faciais da Priscilla eram acionados por 5 servomotores, sendo o boneco animatronic mais simples do programa. Já outros personagens usavam 24 motores para conseguir os efeitos faciais mais convincentes. Os cenários, criados por Lia Renha, Maria Odile e Fernando Schmidt, possuíam diversas proporções variando da maquete às versões construídas em tamanho natural. Todos os objetos de cena foram confeccionados com lixo reciclado.
Técnicas de efeitos especiais foram utilizadas pela produção da TV Colosso, como o chroma key (recurso que permite que a imagem captada por uma câmera possa ser inserida sobre outra, criando-se a impressão de primeiro plano e fundo). Assim, podiam aparecer na tela personagens que voam, que mergulham no fundo do mar, ou que têm apenas suas cabeças. Foi também utilizado o newsmate (técnica que possibilita a colocação de uma imagem recortada sobre outra), que permite a fusão dos bonecos com o cenário imaginário. Foram também usados recursos de animação que produziam a animação dos raios do Bullborg e as aberturas dos quadros do programa. Para o longa-metragem baseado no programa, foram três versões do boneco do personagem Gilmar foram confeccionadas: animatronics, dublê para cenas perigosas e fantoche para as cenas principais. A cada dois meses, os bonecos eram postos numa banheira com água quente e lavados com xampu e condicionador.

## Música
O primeiro álbum, de 1993, chegou a ser certificado com disco de ouro (100 mil cópias) pela ABPD. Nele estava o tema de abertura, "Eu Não Largo O Osso", de Michael Sullivan e Paulo Massadas, cantado pelas Paquitas.
O segundo volume, lançado em 1994, é a continuação da primeira trilha, contendo novas canções-tema dos personagens do programa. 
Posteriormente foi lançado um terceiro álbum, focado na personagem Priscila, lançado em 1995, o destaque foram as músicas "Pula Pula Pula" e "Mamãe Passou Açúcar Em Mim". Ainda em 1995 foi lançado um CD com a trilha do filme Super Colosso.  
O primeiro álbum foi relançado em mídia física em 2006 pela Som Livre. Em 22 outubro de 2024 foram relançados nas plataformas digitais o terceiro e o quarto álbum, respectivamente chamados de Priscila e Super Colosso, ambos disponíveis no Spotify e no Deezer. Em 25 de outubro os dois primeiros álbuns também foram lançados em formato digital nas mesmas plataformas.   

## Equipe

### Vozes
- Garcia Júnior - JF (1ª voz), Teodoro (1ª voz), Narrador do "Novela Colossal", Daniel (2ª voz) e Thunderdog[7]
- Guilherme Briggs - JF (2ª voz)
- Hamilton Ricardo - Jaca Paladium, Paulo Paulada, Câmera Ney, Roberval - o ladrão de chocolates, Ajudante (1ª voz), Vira-Lata de Aço, Triturador e Papai Noel
- Isis Koschdoski - Capachete, Fifi, Pulga #2, Mãe do JF e Carlota
- Márcio Simões - Walter Gate, Professor Haftas Arden, Bochecha (Gilmar #2), Godoy, Adilson, Sr. Boris, Coçador, Pulga #1, Daniel (1ª voz), Bullborg (1ª voz), Ajudante (3ª voz), Dr. Doilho e Narrador do "Gran Teatro Colosso"
- Marco Antônio Costa - Teodoro (2ª voz), Filhote, Parmesão, Warnerzinho, Fatuche, Zé Carioca, Telespectador do "Acredite se Puder", Bullborg (2ª voz), Fatuche e Ajudante (2ª voz)
- Marco Ribeiro - Castilho, Tico-Tico (Gilmar #3) Provolone, Ralf, Dudu, Telespectador do "Acredite se Puder", Motorista
- Mário Jorge de Andrade - Gilmar das Candongas (Gilmar #1) / Supercão, Malabi, Almoxarife, Bob Dog e Dentinho
- Mauro Ramos - Capachão, Borges, Cozinheiro, Nestor, Canini e Antenor
- Mônica Rossi - Priscila, Gilmara e Telespectadora do "Acredite se Puder"
- Peterson Adriano - Walter Gate, Jr. "Waltinho" (1ª voz)
- Reynaldo Buzzoni - Walter Gate, Jr. "Waltinho" (2ª voz), Apresentador do Coloshow e Noel Júnior
- Sheila Dorfman - Peggy Sunshine, Sofia, Pulga #3, Ana Cigana e Mamãe Noel
- Sylvia Salustti - Locutora do "Jornalzinho Disney"
- Carmen Sheila - Vozes adicionais
- Carlos Seidl - Vozes adicionais
- Hércules Franco - Vozes adicionais

### Direção de Dublagem
- Mário Jorge de Andrade

## Outras mídias

### Filme[8]
Um filme intitulado Super-Colosso: A Gincana da TV Colosso foi lançado no cinemas em 25 de dezembro de 1995, baseado no programa infantil, com roteiro de Giba Assis Brasil e Laerte Coutinho e direção de Luiz Ferré. No elenco Marcelo Serrado, Luana Piovani e Camila Pitanga. 
Foi lançado em VHS em 1996 e exibido na Sessão da Tarde em 26 de dezembro de 1997.

### Produtos licenciados - HQs, games e home vídeo
O programa gerou inúmeros produtos licenciados, destacando-se a revista em quadrinhos TV Colosso em Quadrinhos, publicada pela Editora Abril em 16 edições, entre novembro de 1994 e fevereiro de 1996, segundo o site Guia dos Quadrinhos. A Abril também lançou dois álbuns de figurinhas, o primeiro em 1993 e o segundo em 1995 - em parceria com a Editora Panini. Pelo selo Abril Jovem ainda foram publicado quatro livros de histórias ilustradas (Turistas por Acidente, JF na Marca do Pênalti, Uma Aventura na Nova Zelândia e No Mato Sem Cachorro), com roteiro de Marcelo Alencar, desenhos de Napoleão Figueiredo e arte-final de Fabio Cobiaco. 
Outro lançamento foi o jogo eletrônico As Aventuras da TV Colosso, para o Master System (uma reskin / sprite swap do game Asterix and the Secret Mission); foi lançado pela Tectoy em 1996. Também foi lançado pela empresa o minigame Priscila e Os Sorvetes Voadores, em dois formatos de carcaças; e um livro para o brinquedo Pense Bem, publicado pela Nova Cultural em 1995, com o subtítulo Cinema e TV. Para os PCs a Abril Jovem lançou em quatro disquetes o game Esse mundo é um Colosso, um jogo educativo multimídia em DOS.
Diversos produtos foram lançados pela Brinquedos Estrela, dentre eles o Aquaplay da TV Colosso, com o tema pescaria e os personagens Priscila e Gilmar.  
Em 1995 seis fitas VHS foram lançados pela América Vídeo: "O Médico e o Monstro", "A Casa do Terror", "Gilmar no Sertão", "Pic Nic do Gilmar", "Cartilho Romeu e Priscila Julieta" e "O Fundo do Mar".  
Em outubro de 2009, a Som Livre juntamente com a Globo Marcas lançou três DVDs com os melhores momentos da TV Colosso:
- Vol. 1 - TV Colosso - A Princesa Pirata e as Aventuras do Supercão
- Vol. 2 - TV Colosso - A Carrocinha do Amor e Outras Histórias
- Vol. 3 - TV Colosso - Inimigos Para Sempre e a Dupla Rodoválio e Gumercindo

### Peça teatral
Em setembro de 2012, foi anunciado o retorno dos personagens do programa em um musical chamado Canta Colosso que seria realizado nos mesmos moldes dos musicais O Rei Leão e Avenida Q. Boa parte da equipe original do programa estaria reunida na montagem da peça e a Globo patrocinaria o projeto, porém o projeto foi cancelado. Foi confirmado, porém, que a estreia será no primeiro semestre de 2015.
Um espetáculo musical tem previsão de início para março de 2025, as apresentações passarão por cidades como São Paulo, Rio de Janeiro, Curitiba, Florianópolis e Porto Alegre.

### Spin-offs e especiais
Em 24 de dezembro de 1993 e em 24 de dezembro de 1994 foram ao ar especiais de Natal estrelados pela TV Colosso, exibidos no horário nobre da TV Globo por volta das 23 horas. Durante a Copa de 1994, era exibido durante a programação um clip com os personagens interpretando a música Coração Verde e Amarelo, tema da Globo para a Copa e que posteriormente seria convertido em tema das transmissões de futebol da emissora. Em 11 de outubro de 1995, na Terça Nobre, foi ao ar um especial de Dia das Crianças com a participação de diversos atores, como Renato Aragão, Dedé Santana e Pedro Bismarck, shows de Xuxa e Sandy e Junior, além do elenco da novela Malhação.  
Em 2000, os personagens da TV Colosso retornaram numa participação especial em um capítulo da novelinha do programa Bambuluá, protagonizada por Angélica. Na história, Priscila, Gilmar, JF e Capachão caem em um chafariz de pipoca que fica na cidade mágica de Bambuluá. 
Em setembro de 2016 o aplicativo PlayKids lançou o seriado Priscila Show estrelado pelos personagens Priscila e Gilmar. Com direção geral de Luiz Ferré e produção executiva da Shinjitsu Filmes. O webseriado contou com dez episódios e estreou em comemoração ao Dia das Crianças, chegando aos mais vistos da plataforma e em apenas um mês de exibição atingiu 1,5 milhões de views. Também esteve disponível oficialmente no Youtube, no canal Músicas para Crianças. Rendeu shows ao vivo com os personagens no Parque Acqua Lokos, no Rio Grande do Sul. 

### Comerciais
O robô Bullborg fez uma ponta num comercial do Banco Santander como criação de um inventor que recebe incentivos do banco à criação de novos produtos.
Em setembro de 2021 a empresa Petlove trouxe de volta às telas Priscila como estrela do clipe da música “Eu Não Largo o Osso”, criado em parceria pelas agências CP+B e Soko. Além dela a Petlove apresenta dois novos personagens: a Gata Sensata e o vira-lata Oscar A. Melo. Além da exibição nos intervalos da Rede Globo, o clipe teve de mais de dois milhões de visualizações no Youtube.

## Cancelamento
Em agosto de 1996, a Globo anunciou ao grupo Criadores e Criaturas que o contrato seria encerrado e rescindido, o que levou ao cancelamento imediato e inesperado do programa. Mesmo com a contratação da apresentadora Angélica, que viria a ocupar as manhãs, havia ainda a possibilidade de divisão de horários entre TV Colosso e Angel Mix. Até hoje não se sabem as razões do cancelamento de TV Colosso, que na época possuía altos índices de audiência, no entanto, a versão mais provável é que a direção da Globo achou desgastada sua fórmula. A partir de setembro de 1996 a janeiro de 1997, foram exibidas reprises. Em 16 de setembro de 1996, com a estreia de Angel Mix, o horário da TV Colosso foi reduzido. Em uma entrevista para o podcast Radiofobia concedida no final de novembro de 2011, o dublador Mario Jorge de Andrade afirmou que o motivo do cancelamento teria sido por razões políticas.

## Outros programas
- Em 2004, os mesmos personagens cantaram o tema "Eu Não Largo O Osso" no especial Estação Globo, temático programas infantis.
- Em 2007, no Big Brother Brasil 7, um dos quartos da casa foi batizado pelo diretor Boninho com o nome TV Colosso.
- Em 2008, personagens como Priscila, Gilmar, o Chef de Cozinha, Capachão e outros apareceram na edição especial de Dia das Crianças do Mais Você, em 10 de outubro
- Em 2009, novamente no Mais Você, Priscila e outros personagens da TV Colosso apareceram em comemoração ao aniversário de Tom Veiga, ator que interpreta o boneco Louro José, no dia 6 de março.
- Ainda em 2009, a mesma Priscila participou ao vivo de Video Show, falando sobre novidades da TV Colosso, como a peça de teatro Eu Não Largo O Osso e o lançamento de uma série de DVDs com os melhores momentos do programa.
- Em 2009, os personagens da TV Colosso participaram do Criança Esperança.
- Em 2015, a personagem Priscila participou do especial em comemoração aos 50 anos da TV Globo. Priscila aparece durante o bloco que homenageia a programação infantil da TV Globo, juntamente com Angélica, interpretando Fada Bela (da série Caça Talentos).
- Ainda em 2015, no mês de outubro, a personagem Priscila apresentou o programa Video Show ao lado de Otaviano Costa e Monica Iozzi.
- Em 2019, Priscila e Gilmar participaram do programa Band Mulher com jornalista e apresentadora Regina Lima na Band RS.
- Em 2023, no dia 14 de outubro, a personagem Priscila apresentou sua música "Eu Não Largo o Osso" no programa Altas Horas.